# Michel Levesque
Michel Levesque (* 22. August 1943 in Pennsville, New Jersey; † 15. April 2010 in Los Angeles) war ein US-amerikanischer Filmregisseur und Szenenbildner.

## Leben
Levesque kam 1962 nach Los Angeles, wo er bald nach dem Besuch der Cal State Northridge im Stab Roger Cormans Beschäftigung als Ausstatter und Produktionshelfer fand. 1971 schrieb er mit David M. Kaufman den Film Werewolfves on wheels, dessen Regie er auch übernahm; im Jahr darauf veröffentlichte er Sweet Sugar. Anschließend arbeitete er in Europa und übernahm Aufträge der niederländischen Kulturkommission. 1975 war er zurück in den USA und übernahm als Ausstatter und Produktionsleiter etliche Exploitationfilme von Russ Meyer; später auch renommiertere Produktionen wie Borderline. Ab Mitte der 1980er Jahre war Levesque auch für das Fernsehen (Hunter, Renegade – Gnadenlose Jagd) tätig.
1989 kehrte er der Spielfilmindustrie den Rücken und produzierte mit seinem alten Weggefährten Kaufman digitale Video-Kurzfilme und wandte sich der Musik zu.

## Filmografie (Auswahl)

### Regisseur
- 1971: Blutnacht des Teufels (Werewolves on wheels)
- 1972: Sweet Sugar